# Vliedberg

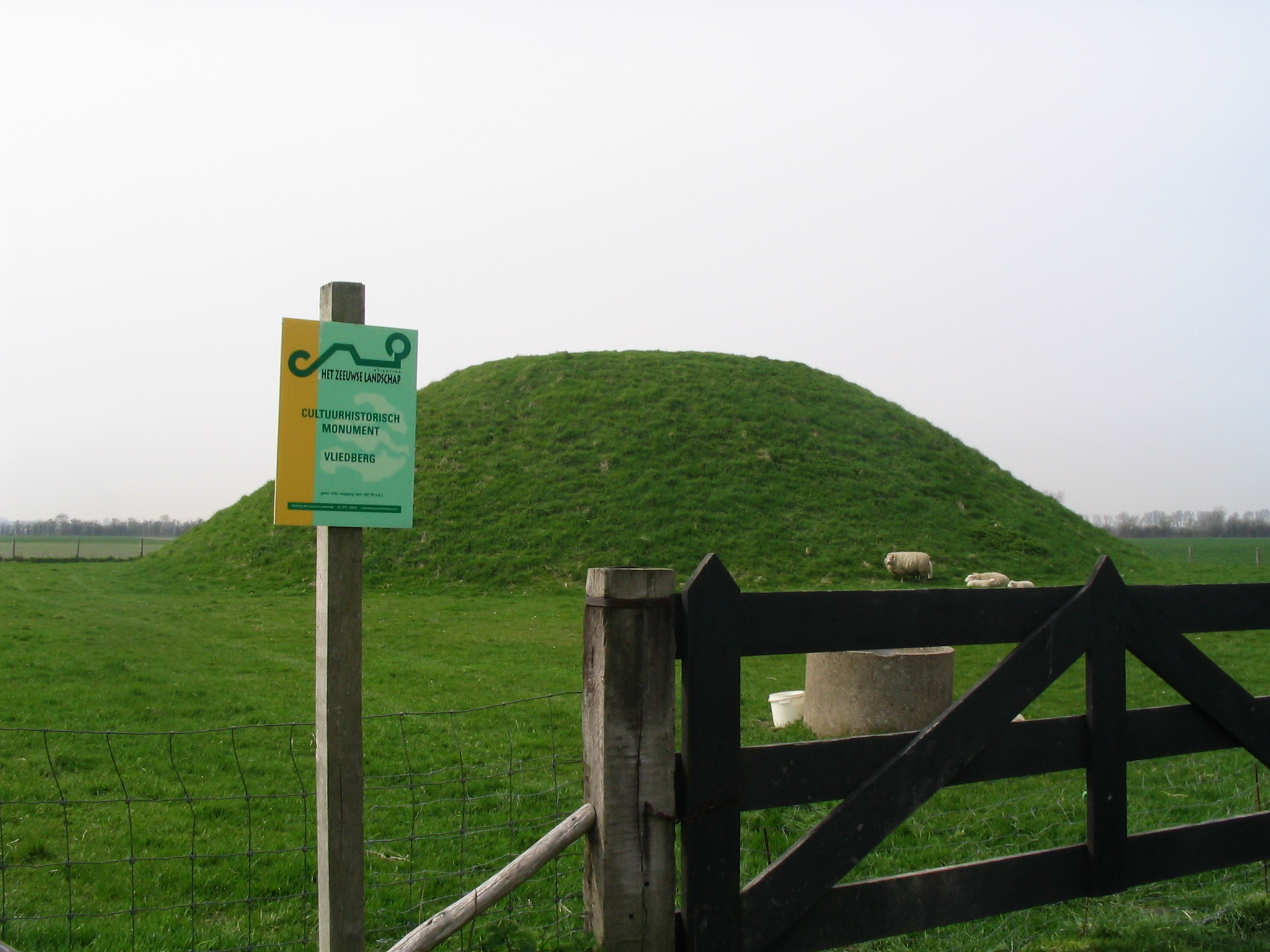
Vliedberg bei Gapinge auf Walcheren

Unter einem Vliedberg versteht man in den Niederlanden einen künstlichen Hügel, der im frühen Mittelalter als Fluchthügel bei Hochwasser angelegt wurde. Man findet Vliedberge in der niederländischen Provinz Zeeland, dort vor allem auf der Halbinsel Walcheren.
Vliedberge ähneln Warften, wie man sie in Deutschland zum Beispiel auf den Halligen vorfindet. Im Gegensatz zu den Warften waren sie jedoch wesentlich kleiner und nicht dafür vorgesehen ganze Siedlungen aufzunehmen. Mit der systematischen Eindeichung der niederländischen Küste verloren die Vliedberge ihre Funktion als Fluchtstätte bei Hochwasser. Viele Vliedberge wurde danach zu Aussichtspunkten für Beobachtungsposten umgestaltet, von denen aus heranrückende Feinde frühzeitig erkannt werden konnten. Dazu wurden die ursprünglich flachen, nur wenige Meter hohen Hügel auf eine Höhe von teilweise über 10 Metern aufgeschüttet und mit Wachtürmen ausgestattet. Während diese Wachtürme heutzutage nicht mehr erhalten sind, findet man speziell auf Walcheren noch viele Vliedberge. Sie stehen unter Denkmalschutz.